# Bunder (Pademawu)
Bunder is een bestuurslaag in het regentschap Pamekasan van de provincie Oost-Java, Indonesië. Bunder telt 2653 inwoners (volkstelling 2010).